# Джой, Аврил
Аврил М. Джой (англ. Avril M. Joy) — британская писательница, чей рассказ «Милли и Птица» получил премию Costa Short Story Award на премии Costa Book Awards 2012.
Джой родилась в Сомерсете и в 1972 году получила степень бакалавра по истории искусств в Университете Восточной Англии. Джой пишет стихи и рассказы, её дебютный роман «Сладкий след» (англ. The Sweet Track) был опубликован в 2007 году.